# Геофілософія
Геофілософія — наука про міжцивілізаційні стосунки і трансформацію світового іманентного ладу, що ґрунтується на уявленнях про  множинність світів багатовимірного комунікаційного простору з високою енергетикою рубежів.
Геофілософія є методологічним фундаментом новітньої (цивілізаційної)  геополітики, сприяючої подоланню обмеженості географічного і економічного детермінізму. Це філософський розум держави, що провадить пошук можливої країни у іманентному світі. Геофілософія долає обмеження традиційної географії, переходячи в іманентний простір безмежних комунікацій, що утворюються на енергонасичених рубежах багатовимірного простору природи, людини і суспільства.
Геофілософія досліджує ці пограничні стани (граничні поверхні). Вона формується на стику філософії і морфології культури (культурології), етнології,  економіки і географії (політичної, соціальної, економічної і фізичної). Це дає можливість говорити про політико-географічну філософію або філософію географічного простору, наповненого подіями. Геофілософія (за Делезом) — просторова модель іманентної філософії, що ґрунтується на співвідношенні території і землі.